# Kőkút
Kőkút is een plaats (község) en gemeente in het Hongaarse comitaat Somogy. Kőkút telt 611 inwoners (2001).